# Katja Koren
Katja Koren (ur. 6 sierpnia 1975 w Mariborze) – słoweńska narciarka alpejska, brązowa medalistka olimpijska.

## Kariera
Na arenie międzynarodowej Katja Koren pojawiła się w lutym 1992 roku, startując podczas mistrzostw świata juniorów w Mariborze. Najlepszy wynik uzyskała tam w supergigancie, który ukończyła na trzynastej pozycji. Na rozgrywanych rok później mistrzostwach świata juniorów w Montecampione jej najlepszym rezultatem było dziewiąte miejsce w kombinacji. W zawodach Pucharu Świata zadebiutowała 4 grudnia 1993 roku w Tignes, gdzie zajęła 66. miejsce w zjeździe. Pierwsze punkty wywalczyła osiemnaście dni później, kiedy we Flachau zwyciężyła w supergigancie. W zawodach tych wyprzedziła bezpośrednio Włoszkę Bibianę Perez oraz Niemkę Katję Seizinger. W kolejnych latach jeszcze czterokrotnie stawała na podium, jednak nigdy więcej nie zwyciężyła: 10 marca 1994 roku w Mammoth Mountain, 20 marca 1994 roku w Vail i 23 lutego 1995 roku w Mariborze była druga w slalomie, a 17 grudnia 1995 roku w St. Anton w tej samej konkurencji była trzecia. Najlepsze wyniki osiągnęła w sezonie 1993/1994, kiedy zajęła dwunaste miejsce w klasyfikacji generalnej oraz szóste w klasyfikacji supergiganta.
Największy sukces w karierze odniosła podczas igrzysk olimpijskich w Lillehammer w 1994 roku, gdzie wywalczyła brązowy medal w slalomie. Po pierwszym przejeździe zajmowała pierwsze miejsce, z przewagą 0,05 sekundy nad Pernillą Wiberg ze Szwecji. W drugim w przejeździe uzyskała piąty wynik, co dało jej trzeci łączny czas. Ostatecznie uległa jedynie Vreni Schneider ze Szwajcarii oraz Austriaczce Elfi Eder. Na tych samych igrzyskach była także szósta w kombinacji, siódma w supergigancie, dziesiąta w zjeździe, a giganta nie ukończyła. Były to jej jedyne starty olimpijskie. W 1996 roku wystąpiła na mistrzostwach świata w Sierra Nevada, gdzie jej najlepszym wynikiem było dziewiąte miejsce w kombinacji. Brała także udział w slalomie i gigancie na rozgrywanych rok później mistrzostwach świata w Sestriere, jednak obu konkurencji nie ukończyła. W 1998 roku zakończyła karierę z powodu urazu kręgosłupa.
Po zakończeniu kariery sportowej zajęła się polityką w ramach Słoweńskiej Partii Demokratycznej.

## Osiągnięcia

### Igrzyska olimpijskie
| Miejsce | Dzień     | Rok  | Miejscowość | Konkurencja | Czas biegu  | Strata  | Zwyciężczyni       |
| ------- | --------- | ---- | ----------- | ----------- | ----------- | ------- | ------------------ |
| 7.      | 15 lutego | 1994 | Lillehammer | Supergigant | 1:22,15 min | +0,81 s | Diann Roffe        |
| 10.     | 19 lutego | 1994 | Lillehammer | Zjazd       | 1:35,93 min | +1,76 s | Katja Seizinger    |
| 6.      | 21 lutego | 1994 | Lillehammer | Kombinacja  | 3:05,16 min | +4,43 s | Pernilla Wiberg    |
| DNF1    | 24 lutego | 1994 | Lillehammer | Gigant      | 2:30,97 min | –       | Deborah Compagnoni |
| 3.      | 26 lutego | 1994 | Lillehammer | Slalom      | 1:56,01 min | +0,60 s | Vreni Schneider    |

### Mistrzostwa świata
| Miejsce | Dzień     | Rok  | Miejscowość   | Konkurencja | Czas biegu  | Strata  | Zwyciężczyni       |
| ------- | --------- | ---- | ------------- | ----------- | ----------- | ------- | ------------------ |
| 32.     | 12 lutego | 1996 | Sierra Nevada | Supergigant | 1:21,00 min | +3,45 s | Isolde Kostner     |
| 9.      | 19 lutego | 1996 | Sierra Nevada | Kombinacja  | 3:19,68 min | +5,66 s | Pernilla Wiberg    |
| 19.     | 22 lutego | 1996 | Sierra Nevada | Gigant      | 2:10,74 min | +5,77 s | Deborah Compagnoni |
| DNF1    | 24 lutego | 1996 | Sierra Nevada | Slalom      | 1:31,46 min | –       | Pernilla Wiberg    |
| DNF2    | 5 lutego  | 1997 | Sestriere     | Slalom      | 1:43,88 min | –       | Deborah Compagnoni |
| DNF2    | 9 lutego  | 1997 | Sestriere     | Gigant      | 2:39,19 min | –       | Hilary Lindh       |

### Mistrzostwa świata juniorów
| Miejsce | Dzień     | Rok  | Miejscowość   | Konkurencja | Czas biegu  | Strata  | Zwyciężczyni    |
| ------- | --------- | ---- | ------------- | ----------- | ----------- | ------- | --------------- |
| 13.     | 26 lutego | 1992 | Maribor       | Supergigant | 1:20,66 min | +2,36 s | Regina Häusl    |
| 14.     | 27 lutego | 1992 | Maribor       | Gigant      | 1:56,37 min | +3,23 s | Regina Häusl    |
| 16.     | 29 lutego | 1992 | Maribor       | Slalom      | 1:17,03 min | +4,16 s | Urška Hrovat    |
| 15.     | 4 marca   | 1993 | Montecampione | Slalom      | 1:16,22 min | +3,95 s | Morena Gallizio |
| 26.     | 5 marca   | 1993 | Montecampione | Supergigant | 1:39,23 min | +3,44 s | Isolde Kostner  |
| 15.     | 7 marca   | 1993 | Montecampione | Gigant      | 2:06,03 min | +3,36 s | Karin Roten     |
| 9.      | 7 marca   | 1993 | Montecampione | Kombinacja  | ?           | ?       | Morena Gallizio |

### Puchar Świata

#### Miejsca w klasyfikacji generalnej
- sezon 1993/1994: 12.
- sezon 1994/1995: 24.
- sezon 1995/1996: 36.
- sezon 1996/1997: 64.

#### Miejsca na podium
1. Flachau – 22 grudnia 1993 (supergigant) – 1. miejsce
2. Mammoth Mountain – 10 marca 1994 (slalom) – 2. miejsce
3. Vail – 20 marca 1994 (slalom) – 2. miejsce
4. Maribor – 26 lutego 1995 (slalom) – 2. miejsce
5. St. Anton – 17 grudnia 1995 (slalom) – 3. miejsce